# رانالوفا الثالثة
رانافالونا الثالثة (بالفرنسية: Ranavalona III)‏ (22 نوفمبر 1861 – 23 مايو 1917) هي الملكة الأخيرة لمملكة مدغشقر، حكمت من 30 يوليو عام 1883 حتى 28 فبراير عام 1897 في عهدٍ تميز بالعديد من الجهود الخائبة إزاء مقاومة الاستعمار الفرنسي. في شبابها، وقع الاختيار عليها من بين العديد من النبلاء المؤهلين لتولي الحكم خلفًا للملكة رانافالونا الثانية بعد وفاتها. وكما حدث مع الملكتين السابقتين لها، انخرطت رانالوفا في زيجة سياسية مع أحد العوام الذين ينتمون للنخبة وهو رينيليارفوني، والذي كان يتقلد منصب رئيس وزراء مدغشقر، وكان يدير شؤون المملكة اليومية بحزمٍ جنبًا إلى جنب مع شؤونها الخارجية. سعت رانالوفا لطرد الاستعمار من مملكتها عن طريق تعزيز التجارة والعلاقات الدبلوماسية مع كل من الولايات المتحدة وممكلة بريطانيا العظمى خلال فترة حكمها. في النهاية، أدت الهجمات الفرنسية التي شُنت على المدن الساحلية وسقوط العاصمة المدغشقرية أنتاناناريفو إلى الاستيلاء على القصر الملكي في عام 1895، مؤذنًا بنهاية عصر الملكية والاستقلال السياسي للمملكة القديمة.
على الفور، نفت حكومة فرنسا الاستعمارية الجديدة رينيليارفوني إلى الجزائر. بينما سُمح لرانالوفا وبلاطها الملكي بالبقاء كرموزٍ صورية للحكم، إلا أن اندلاع حركة المقاومة الشعبية -تمرد مينالامبا- وظهور المؤامرات السياسية المعارضة لفرنسا في المحكمة دفع الفرنسيين إلى نفي الملكة إلى جزيرة ريونيون في عام 1897. توفي رينيليارفوني في العام نفسه، وتبع ذلك بفترةٍ قصيرة نقل رانالوفا إلى إحدى الفيلات بالجزائر، ورافقها العديد من أفراد أسرتها. سُمح للملكة وأسرتها والخدم المرافقين لها بالإقامة والتمتع بمستوى معيشي لائق يتضمن رحلات موسمية إلى باريس للتسوق والسياحة. وعلى الرغم من طلب رانالوفا المتكرر بالسماح لها بالعودة إلى وطنها مدغشقر، فلم تحظَ بذلك مطلقًا. توفيت الملكة إثر إصابتها بصمة في الأوعية الدموية في الفيلا خاصتها بالجزائر عام 1917 عن عمرٍ يناهز 55 عامًا. دُفنت ممتلكاتها في الجزائر، ثم أُخرجت من القبر بعد 21 عامًا وشُحنت إلى مدغشقر، إذ دُفنت بداخل مقبرة الملكة راسوهيرينا فوق أرض مجمع روفا أنتاناناريفو.

## النشأة
وُلدت رانالوفا الثالثة، ابنة أندريانتسيمياناترا وزوجته (وابنة عمه) الأميرة راكيتاكا، في 22 نوفمبر عام 1861 في أمباريب، وهي قرية ريفية في مقاطعة مانجاكازافي خارج مدينة أنتاناناريفو، وسُميت ب الأميرة رازافيندراهيتي. ساعد نسب رازافيندراهيتي، بصفتها ابنة أخ الملكة رانالوفا الثانية والحفيدة الكبرى للملك أندريانامبوينيميرينا، على تأهليها لتكون الوريثة المحتملة لعرش مملكة مدغشقر. من الجدير بالذكر أن والدي الطفلة رازافيندراهيتي قد وكّلا عنايتها إلى أحد العبيد الخادمين للعائلة.
عندما وصلت رازافيندراهيتي إلى السن الذي يؤهلها للالتحاق بالمدرسة، عُهد برعايتها إلى عمتها الملكة رانالوفا الثانية، والتي تأكدت بدورها من بدء تلقيها للتعليم الخاص على يد أحد الأساتذة التابعين لجمعية لندن التبشيرية. قال عنها مدرسوها إنها كانت طفلة مجتهدة وفضولية ولديها شغف كبير بدراسة الإنجيل، وأيضًا بالتعلم والقراءة، ونشأت بينها وبين مدرسيها علاقات ودودة. تابعت الطفلة تعليمها خلال فترة مراهقتها في المدرسة التجمعية بأمباتوناكانجا، ومدرسة الأصدقاء الثانوية للفتيات، وأيضًا مدرسة جمعية لندن التبشيرية المركزية للفتيات. في ما بعد، عُمّدت كمسيحية بروتستانتينية في التلة الملكية في أمبوهيمنغا في 5 أبريل عام 1874. واظب مدرسوها على وصفها كواحدة من تلاميذهم المجتهدين.
في صغرها، تزوجت رازافيندراهيتي بأحد النبلاء الذي يُدعى راتريمو (راتريمواريفوني). لكن بعد زواجهما بعدة سنوات، توفي الزوج في 8 مايو عام 1883 عن عمر يناهز 22 عامًا، مخلفًا وراءه رازافيندراهيتي أرملةً شابة. تقول الشائعات إن رئيس الوزراء رينيليارفوني قد تكون له يدٌ في قتل راتريمو عن طريق السم، وذلك لأسبابٍ سياسية. قضت الثورة الأرستقراطية التي قامت عام 1863، والتي دبرها الأخ الأكبر لرينيليارفوني، وهو رينيفونيناهيتارينوني الذي كان رئيس الوزراء حينها، على الحكم المطلق للنبلاء واستبدلت به الملكية الدستورية، إذ كانت السلطة مقسمة بالتساوي بين أحد النبلاء الملكيين وبين رئيس وزراء من العوام. قُرر لهذا التدبير أن يُعزز بزيجة سياسية بين رئيس الوزراء وملكة حاكمة للبلاد يختارها هو. وبينما اقترب موت الملكة رانالوفا الثانية وبدأ البحث عن خليفةٍ لها؛ ربما يكون رينيليارفوني قد سمّم راتريمو عن عمدٍ حتى يتسنى لرازافيندراهيتي -وهي أكثر المؤهلين لاعتلاء العرش- حرية الزواج برئيس الوزراء قبل الاستواء على العرش.

## فترة الحكم
أُعلنت رانالوفا الثالثة ملكةً للعرش بعد وفاة الملكة رانالوفا الثانية في 13 يوليو من عام 1883. وانتقلت بعدها إلى تساراهافاترا، وهو منزل خشبي يقع على أرض مجمع روفا أنتاناناريفو الملكي. تُوجت الملكة في حي ماهاماسينا بالعاصمة أنتاناناريفو في 22 نوفمبر عام 1883، وتحديدًا في يوم عيد ميلادها الثاني والعشرين، وحصلت رسميًا على لقب صاحبة الجلالة رانالوفا الثالثة بمشيئة الله وبإرادة الشعب، ملكة مدغشقر، وحامية القانون والأمة. وأثناء المراسم، اختارت الملكة أن تخالف التقاليد بتزويد الحاشية الملكية المؤلفة من الجنود بمجموعة تتكون من 500 تلميذ من الذكور و400 من التلاميذ الإناث اختيروا من بين أفضل مدارس العاصمة. توشحت التلميذات بالأبيض، بينما ارتدى التلاميذ الزي الرسمي للجنود، وأدّوا التدربيات العسكرية المعتادة باستخدام الرماح. تُوجت الملكة وهي ترتدي فستانًا من الحرير الأبيض وسلسلة حمراء اللون تبرز زينتها الذهبية والمزركشة. وُصفت الملكة في الصحافة الأمريكية على النحو الآتي: «يأتي طولها أكبر من المعتاد بقليل وتتميز بملامح دقيقة، نرى بشرتها داكنة أكثر قليلًا من السواد الأعظم من مرؤوسيها. تبدو خجولة بعض الشيء بيد أنها تمسك بزمام الحكم برصانة أمام البلاط التابع لها».
سيرًا على خطا سابقيها، تزوجت رانالوفا زواجًا سياسيًا من رئيس الوزراء رينيليارفوني. كان دور الملكة الصغيرة صوريًا بشكل كبير، إذ إن جميع القرارات السياسية الهامة تقريبًا كانت تُوكّل إلى رئيس الوزراء الأكبر في السن والأكثر خبرةً بما لا يدع مجالًا للمقارنة. كان يُطلب من رانالوفا عادةً إلقاء الخطابات الرسمية (كاباري) على العامة بالنيابة عن زوجها، وكانت تظهر أحيانًا لافتتاح منشآت عامة جديدة، مثل مشفى في أسوافيناندريانا ومدرسة للفتيات في أمبودين أندوهالو. خلال فترة حكمها، عملت راميسيندرازانا عمة رانالوفا كناصحة لها، ومارست تأثيرًا كبيرًا على البلاط الملكي. كانت الأخت الكبرى للملكة وتُدعى راسيندرانورو برفقة ابنها راكاتومينا وابنتها رزافيناندريامانيترا يعيشون معًا في المجمع الملكي مع الملكة التي كانت تلتمس فيهم الرفقة القريبة. جاء في تقرير أحد الصحفيين الأمريكيين الذي زار القصر الملكي أن الملكة تقضي أكثر وقت فراغها باللعب بالطائرات الورقية أو اليانصيب مع أقربائها وسيدات أخريات من البلاط الملكي. كانت الملكة أيضًا تستمتع بالحياكة، والتطريز، والكروشيه، ولم يكن من الغريب أن تحضر اجتماعات مجلس الوزراء وبحوزتها آخر مشروعاتها الحرفية لتستكمل العمل عليه. كانت كثيرة الشغف بالملابس الأنيقة، ودأبت على أن تكون الملكة الملغاشية الوحيدة التي تستورد الغالبية العظمى من ملابسها من باريس.

### النزاع العسكري الفرنسي في مدغشقر
بصفتها ملكة مدغشقر، أضحت رانالوفا الثالثة رقعة شطرنج في المباراة النهائية للمناورة التي كانت قائمة بين البريطانيين والفرنسيين منذ بداية القرن. ازداد التوتر بين فرنسا ومدغشقر بشكل خاص في السنوات الثلاثة السابقة لحكم رانالوفا، واشتدت الهجمات في الشهور السابقة لتتويجها مباشرة. في فبراير عام 1883، قُصف شمال الساحل الغربي، وتبعه احتلال الفرنسيين لِماجنكا في مايو من نفس العام، وأيضًا قُصفت تواماسينا واستُولي عليها في يونيو. استمرت الهجمات على طول الساحل الشمالي في التتابع في الوقت ذاته حينما كانت رانالوفا الثالثة تُتوج ملكةً على البلاد في صيف عام 1883. بعد بدء الحملة الأخيرة من العدوان الفرنسي على البلاد بوقت قصير، قرر رينيليارفوني أن يعهد إلى الملازم أول ديغبي ويلوبي، وهو بريطاني اكتسب خبرةً قتالية في الحرب الإنجليزية الزولوية (ولكن بدون أن يكون جنديًا في القوات المسلحة البريطانية)، بالإشراف على الشؤون العسكرية للبلاد وتدريب جيش الملكة ليدافع عن الجزيرة ضد الاحتلال الفرنسي المتعذر اجتنابه على ما يبدو.
حارب الجنود المدغشقريون ببسالة للحفاظ على المملكة الملغاشية من هجمات الفرنسيين.
خلال تلك الفترة، استمرت مدغشقر في الانخراط في مفاوضات مع الجانب الفرنسي، لكنها أثبتت فشلها لكلا الجانبين الرافضين للإذعان للنقاط الأساسية حول النزاع. وأخيرًا بعد عامين من وقوف المفاوضات في طريق مسدود، جاء إنذار أخير إلى العاصمة المدغشقرية في ديسمبر 1885 يدعوهم إلى الإذعان لمطالبات الفرنسيين بشأن الجزء الشرقي الشمالي من مدغشقر، وقبول الحماية الفرنسية على ساكالافا، والإقرار بمبادئ الملكيات الفرنسية، بالإضافة إلى دفع تعويض قدره 1,500,000 فرنك. لاحقًا بعد شهرين، تم التصديق على معاهدة السلام هذه من قبل الملكة وزوجها وممثلي الحكومة الفرنسية في يناير 1886.
قبل تصديقهما على المعاهدة، سعت الملكة وزوجها رئيس الوزراء لاستيضاح الكثير من النقاط في نص المعاهدة الأصلية الذي أقر بأن «العلاقات الأجنبية» ستكون موكلةً للمندوب السامي الفرنسي وأيضًا مرجعية المؤسسات الواقعة بخليج أنتسيرانانا. قدّم اثنان من المفوضين الفرنسيين وهما، الوزير باتريمونيو والأميرال ميوت، توضيحًا أُضيف إلى المعاهدة، والذي دفع بحُكّام مدغشقر إلى اعتبار المعاهدة آمنة بما يكفي للحفاظ على سيادة أمتهم، وبالتالي قدموا توقيعهم وتأييدهم لها. ومع ذلك، نُشرت المعاهدة الأصلية في باريس محذوفًا منها المرفق الأخير أو حتى أي إشارةٍ إليه. ولاحقًا، حين نُشر المرفق في لندن، أنكر الفرنسيون تمتعه بأي صلاحية شرعية. أعلنت فرنسا حمايتها على الجزيرة ولم تلقِ بالًا لمعارضة الحكومة الملغاشية ولا لإسقاطها هذا البند من المعاهدة.